# Емешево
Емешево (горномар. Эмӓн) — село в Горномарийском районе республики Марий Эл, центр Емешевского сельского поселения.

## Географическое положение
Село Емешево расположено на правом притоке реки Сумка, речке Емангашка, в 8 км от села Микряково и в 27 км от Козьмодемьянска.

## История
Впервые в документах село упоминается в 1795 году. Марийское название деревни состоит из имени одного из первопоселенцев и марийского слова «сола» — деревня. Село расположено на старом Московско-Казанском екатерининском тракте, известном как «Сибирская дорога» или «Владимирка».
В XVIII — начале XX веках село входило в состав Больше-Юнгинской волости Козьмодемьянского уезда Казанской губернии. В 1921-1931 годах было центром Емешевского района Козьмодемьянского кантона. С 1918 года стало центром одноименного сельского совета в составе Еласского (1936-1959) и Горномарийского (1931—1936 годы и с 1959 года) районов.
В 1895 году в Емешево была построена деревянная церковь, а в начале XX века каменная.
В 1928 году в селе было создано ТОЗ «Кечы» (Солнце), которое в годы коллективизации было преобразовано в колхоз «Кечы». В 1952 году этот колхоз вошёл в состав укрупнённого колхоза имени Н. С. Хрущёва, с 1963 года — колхоз «Правда», а с 1982 года в совхоз «60 лет МАССР». С 1992 года в селе работает КДП «Емешевский».

## Население
| 1859 | 2002 | 2010 | 2013 | 2014 | 2015 |
| ---- | ---- | ---- | ---- | ---- | ---- |
| 141  | ↗252 | ↘248 | ↗263 | ↘260 | ↘257 |

## Известные уроженцы
Кушелёв Павел Семёнович (1871—1941) — русский и советский деятель народного образования, художник, этнограф, писатель.